# Ljudmila Schiwkowa

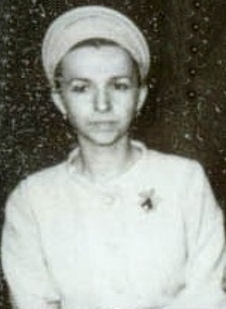
Ljudmila Schiwkowa 1978

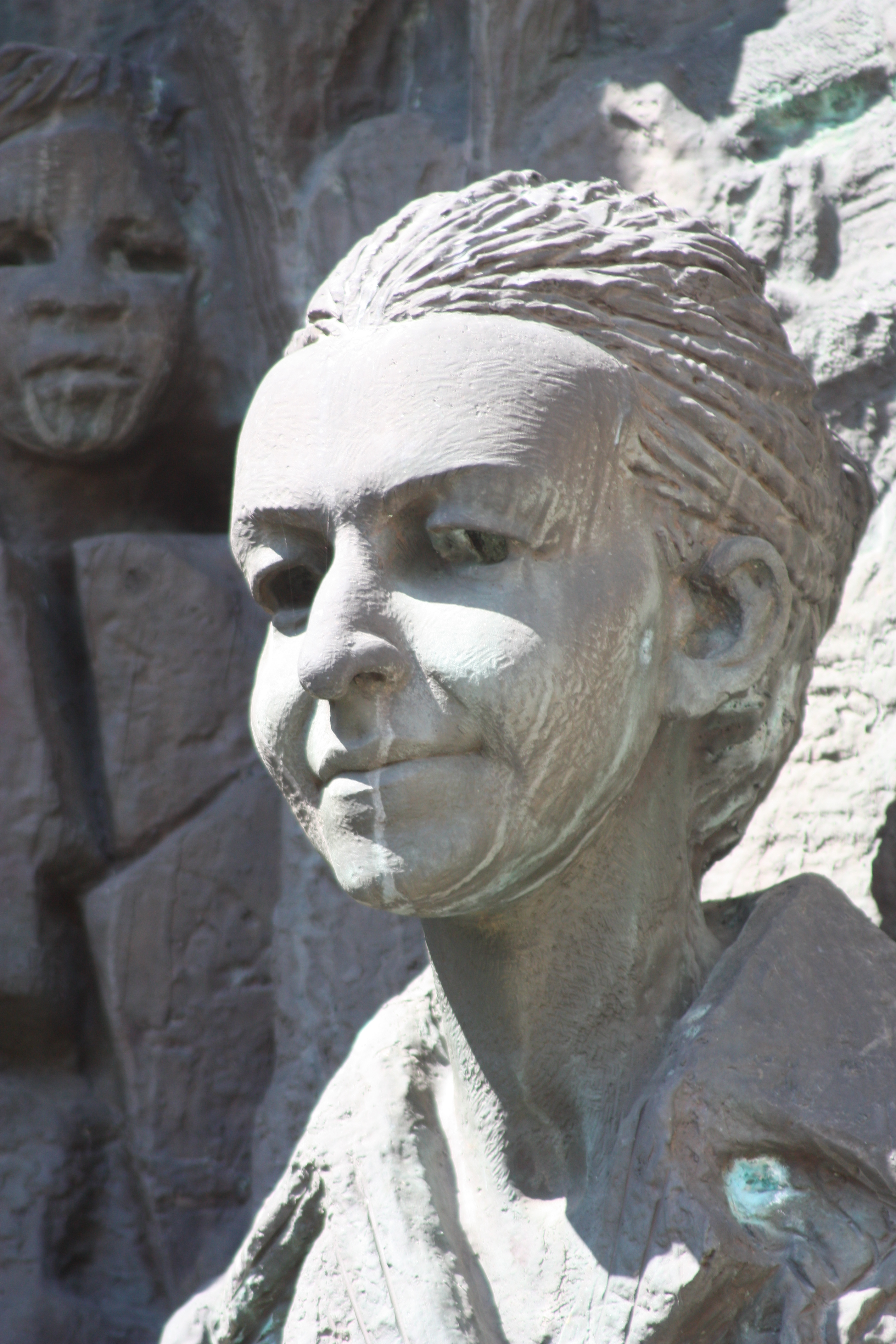
Reliefbildnis von Ljudmila Schiwkowa im Park Die Glocken in Sofia

Ljudmila Todorowa Schiwkowa (bulgarisch Людмила Тодорова Живкова; * 26. Juli 1942 in Sofia, Bulgarien; † 21. Juli 1981 ebenda) war eine bulgarische Politikerin der Bulgarischen Kommunistischen Partei (BKP). Das bulgarische Staatsoberhaupt und Führer der kommunistischen Partei Todor Schiwkow war ihr Vater.

## Leben
Ljudmila Schiwkowa war die Tochter des ehemaligen ersten Sekretärs der Bulgarischen Kommunistischen Partei Todor Schiwkow, durch dessen Protektion sie in nur fünf Jahren eine steile Karriere in der kommunistischen Hierarchie machte – als Abgeordnete und Regierungsmitglied, bis sie 1979 Mitglied des Politbüros der Bulgarischen Kommunistischen Partei wurde.
Nach dem Geschichts-Studium an der Universität Sofia (Abschluss 1965), der Universität Oxford und einem Studium der Kunstgeschichte in Moskau (1970) wurde sie zunächst stellvertretende Vorsitzende des staatlichen Komitees für Kunst und Kultur (1972–1973), dann erste Vorsitzende (1973–1975) und schließlich Vorsitzende (ab 1975 bis zu ihrem Tod 1981) desselben Komitees für Kunst und Kultur im Rang einer Ministerin. Im Dezember 1977 wurde es in Komitee für Kultur umbenannt.
Ihre wissenschaftliche Karriere begann sie am Institut für Balkanistik, wo sie 1971 ihre Dissertation verteidigte und 1974 habilitierte. Ihre wissenschaftliche Arbeit über das damals entdeckte thrakische Grab in Kasanlak verdankt sie ihrem exklusiven Zugriffsrecht auf die historische Ausgrabungsstätte durch die Hilfe ihres Vaters.
Mit ihrem Namen sind große Veränderungen in der Kulturpolitik Bulgariens während der 1970er Jahre verbunden. Sie umgab sich mit bekannten Intellektuellen und stellte sich in der Kultur das Ziel, die historischen Wurzeln der Bulgaren hervorzuheben, um Bulgariens internationales Ansehen auf seine uralte kulturelle Vergangenheit zu gründen.
Auf ihre Initiative hin wurde 1972 das Institut für Thrakische Studien an der Bulgarischen Akademie der Wissenschaften gegründet. Sie war der Meinung, dass die einmalige thrakische Geschichte in Bulgarien gewürdigt und hervorgehoben werden müsse.
Sie versuchte die damalige radikale pro-sowjetische Linie in der Staatspolitik zugunsten einer mehr nationalen Orientierung zu ändern. Einige Schichten der Intelligenz erhielten Reisemöglichkeiten ins westliche Ausland, um sich mit dem internationalen Standard in Wissenschaft und Kultur vertraut zu machen. 
Sie war Abgeordnete in der 7. und 8. Wahlperiode (1976–1981 und 1981) der bulgarischen Volksversammlung (das Parlament).
1976 wurde sie Mitglied im Zentralkomitee der BKP und 1979 Mitglied im Politbüro der BKP.

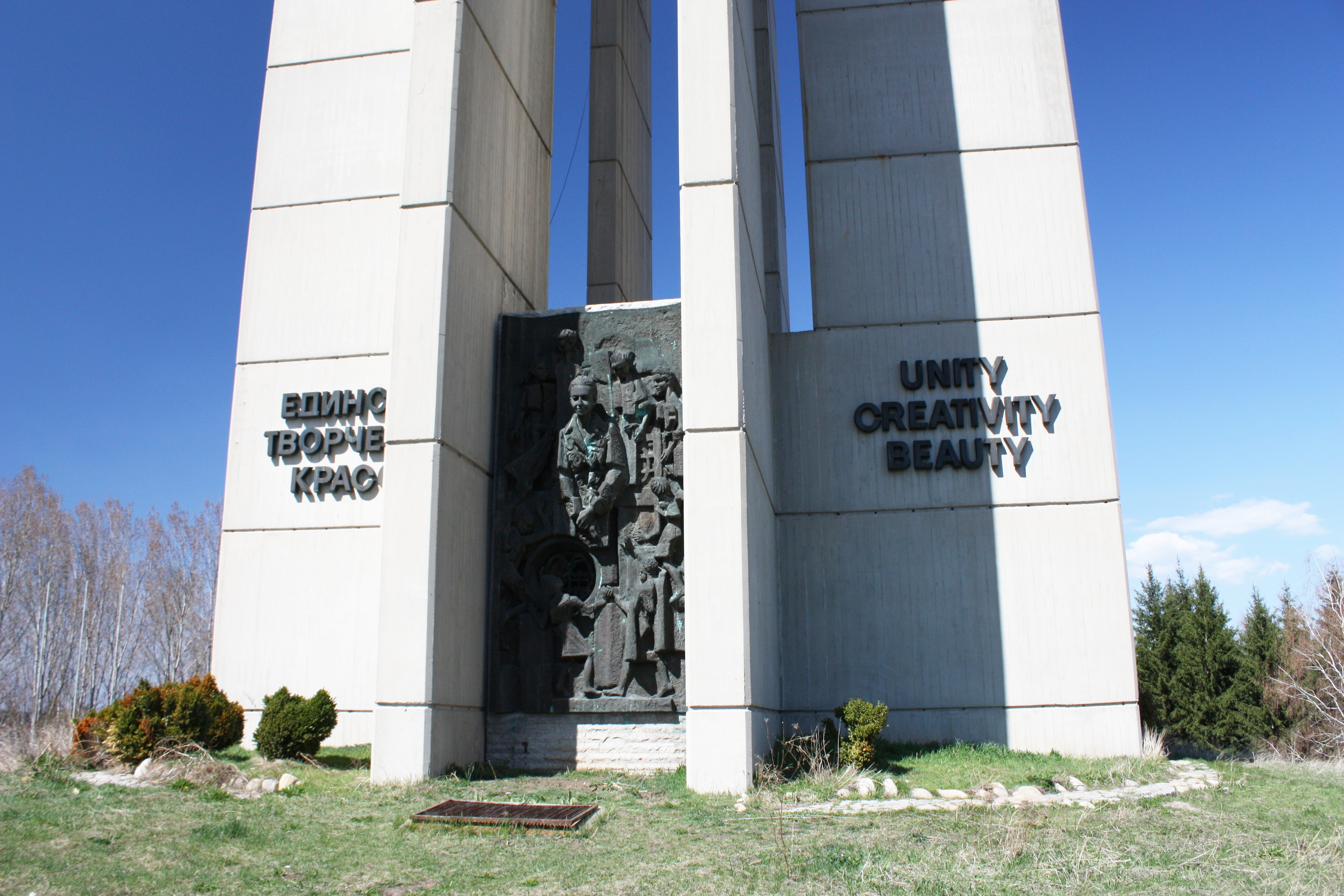
Bildnis

Die Ursache für ihren Tod im Jahre 1981 ist bis heute umstritten. Die Theorien reichen von Unfall über Selbstmord bis zu Auftragsmord.

## Familie
Aus ihrer ersten Ehe stammt die Tochter Ewgenia Schiwkowa (Евгения Живкова). Nach dem Tod ihrer Mutter wurde Ewgenia von ihrem Großvater Todor Schiwkow adoptiert. Ewgenia Schiwkowa wurde Modedesignerin und Abgeordnete der Koalition für Bulgarien in der 39. Wahlperiode (ab 2001) und der 40. Wahlperiode (ab 2005) des bulgarischen Parlaments. 
Ljudmila Schiwkowa war in ihrer zweiten Ehe mit Iwan Slawkow verheiratet, der durch ihre Protektion zum Leiter des bulgarischen Staatsfernsehens ernannt wurde (1972–1982). Parallel dazu war er ihr Stellvertreter im Komitee für Kultur (1976–1981). Sie soll mit dem bulgarischen Politiker Alexandar Lilow liiert gewesen sein.

## Ungewisse Todesumstände

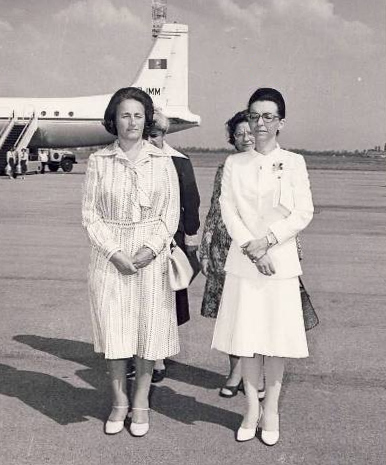
Elena Ceausescu (links) mit Ljudmila Schiwkowa im Jahr 1977.

Vor 1975 hatte Schiwkowa einen schweren Verkehrsunfall. Nach einer Reise im Jahre 1975 nach Indien entwickelte sie ein starkes Interesse für fernöstliche Kulturen und Philosophie (Agni Yoga), womit sie erstaunte Ungläubigkeit bei den Zensoren in der Sowjetunion hervorrief.
Sie hob die „Natur des Geistes“ bei der Vervollkommnung der Gesellschaft hervor. Dieses Verständnis stand im Widerspruch zur offiziellen Ideologie der Herrschenden. Die übertriebene Betonung der bulgarischen Selbständigkeit fand in Moskau Missfallen und wurde als Nationalismus interpretiert. Unbestritten ist ihr Beitrag zur Öffnung und Weltoffenheit der bulgarischen Kultur und zur Bekanntmachung der Errungenschaften fremder Kulturen in Bulgarien. So brachte sie beispielsweise viele für die damalige Zeit und für bulgarische Verhältnisse spektakuläre Ausstellungen nach Bulgarien. Sie war an der Gründung des Nationalen Historischen Museums 1973 in Sofia beteiligt, sie gründete die Galerie für ausländische Kunst in Sofia (zu einer Zeit, als in anderen sozialistischen Ländern der sozialistische Realismus Pflicht war) und sie schuf ein nationales Gymnasium für alte Sprachen und Kulturen. Auf ihre Initiative hin wurde der repräsentative Kulturpalast in Sofia gebaut (der größte im sozialistischen Lager) und sie war die treibende Kraft dafür, dass Bulgarien der Gastgeber für das internationale Kinderparlament „Fahne des Friedens“ war.
Ihre Initiativen waren oftmals gigantisch und benötigten beträchtliche finanzielle Mittel. Teilweise wurden sie von der Gesellschaft auch nicht geschätzt und verstanden. 
Einige Bulgaren sind der Meinung, dass ihr früher Unfalltod im Jahre 1981 – fünf Tage vor ihrem 39. Geburtstag – auf Einmischung des sowjetischen Geheimdienstes zurückzuführen ist. Ljudmila wurde bereits als Thronerbin ihres Vaters gehandelt. 
Es standen die wichtigen Staatsfeierlichkeiten zur 1300-Jahr-Feier der Gründung Bulgariens bevor, bei deren Vorbereitung sie noch eine herausragende Rolle spielte und deren Durchführung sie leiten sollte. Ihr Vater war bereits 25 Jahre an der Macht, womit er der dienstälteste Parteichef im Ostblock war, und stand zwei Monate vor seinem 70. Geburtstag. In den letzten fünf Jahren war es Todor Schiwkow gelungen, seine einflussreichen ehemaligen Mitstreiter und Widersacher Schiwko Schiwkow (Живко Живков) und Boris Weltschew (Борис Велчев) aus dem Politbüro zu entfernen und durch zwei einflusslose Mitglieder zu ersetzen. Hinter vorgehaltener Hand wurde er schon „König Todor“ genannt. In der schnellen Karriere seiner Tochter sahen viele die Vorbereitung zum Machtwechsel. Es wurde erwartet, dass er sich in Kürze von der Macht zurückziehen und seine Tochter ihn beerben würde.
Schiwkowas lebloser Körper wurde am 20. Juli 1981 gegen 18 Uhr im Schwimmbad der Regierungsvilla ihres Vaters in Bojana aufgefunden. Der Rettungswagen kam wegen einer Reifenpanne mit einstündiger Verspätung. Nach mehrstündigen Reanimationsversuchen wurde sie erst 2 Uhr nachts am 21. Juli für tot erklärt.
Bei der Autopsie war kein Gerichtsmediziner anwesend. Der Autopsiebericht wurde von einem Akademiemitglied und drei Professoren unterschrieben. Außerdem war der Autopsiebericht – entgegen den gesetzlichen Vorschriften – von einem Verwandten mitunterschrieben worden: dem Akademiemitglied und Direktor der Medizinischen Akademie Sofia Professor Maleew. Er war der Onkel der Verstorbenen und einflussreicher Schwager von Todor Schiwkow (Bruder der 1971 verstorbenen Ehefrau von Todor Schiwkow: Mare Maleewa-Schiwkowa). Im Nachhinein stellte sich heraus, dass Professor Maleew am 21. Juli 1981 auf Dienstreise in Florenz war – zu einem internationalen Kongress über Chemotherapie – und erst zum Staatsbegräbnis nach Bulgarien zurückkehrte. Auch eine weitere Unterschrift auf dem Autopsiebericht verstieß gegen bulgarische Gesetze, da Professor Jordanow an den Reanimationsversuchen teilgenommen hatte.
Der Autopsiebericht stellt als Todesursache eine Hirnblutung fest. Da der Gesundheitszustand der führenden Parteikader in diesen Jahren als Staatsgeheimnis behandelt wurde, gab es keine Informationen über eventuelle Vorerkrankungen. Aber noch einen Monat vor ihrem Tod war sie zu einem Besuch in Australien und hatte auch noch eine Rede in der Stadt Warna gehalten.
Selbst ihr Vater schrieb später in seinen Memoiren, dass er nicht sicher sei, ob ihr Tod auf das Ende ihrer Lebensenergie oder auf eine äußere „Einmischung“ zurückzuführen sei.

## Schriften (Auswahl)
- Englisch-türkische Beziehungen 1933–1939 (1971) (Англо-турските отношения 1933–1939)
- Das Grabmal von Kasanlak. Bongers, Recklinghausen 1973
- Das thrakische Hügelgrab von Kasanlak (1974) (Казанлъшката гробница)
- Die sozialistische Kultur und die aktuellen gesellschaftlichen Prozesse (1977, auf Russisch) (Социалистическая культура и современные общественные процессы)
- Das Tetraevangeliar des Zaren Ivan Alexandar. Bongers, Recklinghausen, 1977, ISBN 3-7647-0267-2
- Das Londoner Evangelium von Tzar Iwan Alexander (1980) (Четверо евангелието на цар Иван Александър)
- Für die Vervollkommnung des Menschen und der Gesellschaft (1980; Aufsätze, Reden und Berichte; 3 Bände) (За усъвършенствуване на човека и обществото)
- Mit dem Geist des historischen Aprilaufstandes im Kampf für Frieden und Sozialismus, für Einheit, Schöpferkraft und Kreativität (1982) (С априлско вдъхновение в борбата за мир и социализъм, за единство, творчество и красота)
- Intellektuelle Möglichkeiten und schöpferische Kraft der Persönlichkeit (1985; Berichte, Aufsätze, Reden, Beiträge) (Интелектуалните възможности и творческите сили на личността)